# Indy-Blitz
Indy-Blitz is een familieachtbaan in het Duitse Heide-Park te Soltau. Indy-Blitz is gebouwd door de Duitse attractiebouwer Zierer en in 2008 geopend onder de naam Indianer-Achterbahn, dit is echter hetzelfde jaar nog veranderd naar Indy-Blitz. 
De baan is van het model Force One en heeft een hoogte van 4,5 meter, een lengte van 128 meter en een maximale snelheid van 30 km/h. Het voorste karretje van de trein is in de vorm van een indiaan met daaronder het logo van het pretpark.